# Prairie Roundup
Prairie Roundup è un film del 1951 diretto da Fred F. Sears.
È un western statunitense con Charles Starrett, Mary Castle e Frank Fenton. Fa parte della serie di film western della Columbia incentrati sul personaggio di Durango Kid.

## Produzione
Il film, diretto da Fred F. Sears su una sceneggiatura di Joseph O'Donnell, fu prodotto da Colbert Clark per la Columbia Pictures e girato nell'Iverson Ranch a Chatsworth, Los Angeles, California, dall'11 al 18 luglio 1950.

## Distribuzione
Il film fu distribuito negli Stati Uniti dal 15 gennaio 1951 al cinema dalla Columbia Pictures. È stato distribuito anche in Brasile con il titolo O Valente da Montanha.